# António Luís Monteiro de Pina
António Luís Monteiro de Pina (3 de Maio de 1835 - 24 de Abril de 1898), 1.º Barão de São Domingos, depois 1.º Barão de Alvoco da Serra, foi um empresário agrícola e industrial português.

## Família
Filho de Sebastião Mendes de Pina e de sua mulher Francisco Luís de Brito Monteiro (Seia, Alvoco da Serra, 1797 - 1868).

## Biografia
Grande Proprietário e Industrial têxtil em Alvoco da Serra, Freguesia do Concelho de Seia, e Fidalgo Cavaleiro da Casa Real por Alvará de 8 de Fevereiro de 1895.
Foi agraciado com o título de 1.º Barão de São Domingos por Decreto de D. Luís I de Portugal de 7 de Abril de 1889, título depois mudado para o de 1.º Barão de Alvoco da Serra por Decreto de D. Carlos I de Portugal de 27 de Julho de 1894.

## Sucessão
Sucedeu-lhe o seu irmão Joaquim Monteiro de Pina (Seia, Alvoco da Serra, 6 de Setembro de 1838 - Seia, Alvoco da Serra, 13 de Maio de 1917), 2.º Barão de Alvoco da Serra por Decreto de D. Carlos I de Portugal de data desconhecida, casado a 12 de Fevereiro de 1903 com Rita de Jesus de Figueiredo, de quem não teve descendência.